# Россо, Ренцо
Ренцо Россо (итал. Renzo Rosso; род. 15 сентября 1955) — итальянский бизнесмен, работающий в области моды. Россо называют «Джинсовым гением». Россо — создатель марки Diesel, президент холдинга OTB, в который входят Maison Martin Margiela, Marni, Viktor & Rolf, Diesel & Staff International, Just Cavalli, Vivienne Westwood и Marc Jacobs Men. Основатель некоммерческой организации The Only The Brave Foundation. Ренцо Россо также является президентом инвестиционной группы Red Circle, фермы Diesel, отеля «Пеликан» в Майями и футбольного клуба своего города.

## Ранние годы и образование
Ренцо Россо родился в деревне Бруджине (область Венеция). Его родители были фермерами и Ренцо постоянно помогал отцу после школы, а чтобы заработать карманные деньги, разводил кроликов.
Близкое знакомство с трудной жизнью на ферме побудило Ренцо Россо найти себе другое поприще: в 1970 году он начал изучать промышленное текстильное производство в Техническом Институте Маркони (Падуя). Во время учёбы в возрасте 15 лет на швейной машинке «Зингер» он сшил свои первые джинсы (расклешенные и с заниженной талией). В дальнейшем Ренцо Россо продолжал шить джинсы экспериментируя с фасонами. Готовые изделия дарил друзьям или продавал в школе по 3500 лир за пару(эквивалент 1,80 евро в текущих ценах).
В 1973 году Россо поступил на экономический факультет Университета Венеции. Деньги на обучение он зарабатывал, помогая отцу на ферме и подрабатывая механиком и плотником.

## Diesel
После окончания в 1975 году Университета Венеции Россо начал работать главным технологом в Moltex, компании-производители брюк для различных итальянских брендов. Владельцем компании был Адриано Голдшмид (англ. Adriano Goldschmied), ставший наставником Россо, а позже — партнёром по бизнесу. Moltex быстро и успешно развивалась, и когда Ренцо Росси решил уйти, чтобы основать собственный бизнес, Голдшмид убедил его остаться, предложив 40 % акций Moltex и создать вместе новую компанию. Так появилась Diesel.
Партнёрство также предполагало, что Россо также стал акционером Genius Group, объединившей такие бренды, как Replay, King Jeans и Vivai.
В 1985 году Россо выкупил у Голдшмида акции Diesel за $500 000.
К этому времени, после запуска годом раньше линии джинсовой одежды для детей Diesel Kids, ежегодные продажи составили $5 млн в год. В этом же году Россо вывел свои джинсы на американский рынок. Несмотря на дороговизну ($100 за пару), они успешно продавались, и выручка компании выросла с $2,8 млн в 1985 до $25,2 млн в 1987.
В 1994 году Россо создал новую линию спортивной одежды, бренд получил название 55DSL. Первая коллекция называлась 'FW94, Subzero Winter' и состояла из 55 предметов.
Ренцо Россо всегда работал с самыми креативными рекламными агентствами и фотографами мира, включая Дэвида Лашапеля, Терри Ричардсона и Элен фон Унверт.
В 2000 Россо увеличил долю марки на глобальном рынке в основном за счет открытия большого числа собственных магазинов, сотрудничества с другими брендами и расширения бизнеса Diesel.

## Другие проекты
В конце 1992 года Ренцо Россо приобрёл ферму вблизи центрального офиса Diesel в Молвена (Molvena), провинция Венето, Италия. На ферме производили вино и оливковое масло по маркой Diesel Farm. Ферма была куплена как подарок отцу, который долго не мог смириться с карьерным выбором сына. В 2001 году Россо начал производить и продавать вино и масло под собственным именем: Rosso di Rosso (мерло и Каберне Совиньон), Nero di Rosso(Пино-нуар), Bianco di Rosso (Шардоне), Grappa di Rosso (граппа) и Olio di Rosso (оливковое масло первого отжима).
Также в 1994 году Ренцо Россо открыл отель Pelican Hotel в Майями. Историческое здание отеля, построенное в 1939 году в стиле Ар-деко, было восстановлено по распоряжению Россо, который буквально влюбился в отель.
Через несколько лет отель был назван британской газетой The Independent одним из лучших «модных» отелей. Такие бренды, как Missoni, Armani, Bulgari и Ralph Lauren тоже открыли свои гостиницы, но сделали это уже после того, как Россо открыл Pelican Hotel.
В 1995 году Россо начал выпуск аксессуаров. В том числе ставшие культовыми очки от солнца «Sister Yes», наручные часы и др..

## Награды
- Кавалер труда[18]

## Личная жизнь
С середины 1970-х Ренцо Россо живёт в Бассано-дель-Граппа.
В интервью CNN в 2004 году Россо рассказал, что обычно проводит свободное время, занимаясь йогой и пилатесом, играя в футбол и катаясь на сноуборде.
У Россо шестеро детей. Двое старших сыновей работают в OTB Group.
Ренцо Россо заядлый коллекционер предметов искусства. В его коллекции работы Энди Уорхола и современного итальянского художника Франческо Веццоли (Francesco Vezzoli). Россо также спонсирует через Diesel талантливых художников.
С 1996 года Россо участвует в руководстве и финансировании футбольной команды своего города — Bassano Virtus 55 S.T..